# North Sea Jazz Festival
Il North Sea Jazz Festival è un festival musicale annuale che si tiene ogni secondo fine settimana di luglio nei Paesi Bassi presso la sede di  Ahoy. In passato si teneva a L'Aia, ma dal 2006 si è tenuto a Rotterdam. Questo perché lo Statenhal dove si teneva prima il festival è stato demolito nel 2006. Dal 3 novembre 2017 il festival sarà ufficialmente conosciuto come NN North Sea Jazz Festival.

## Storia

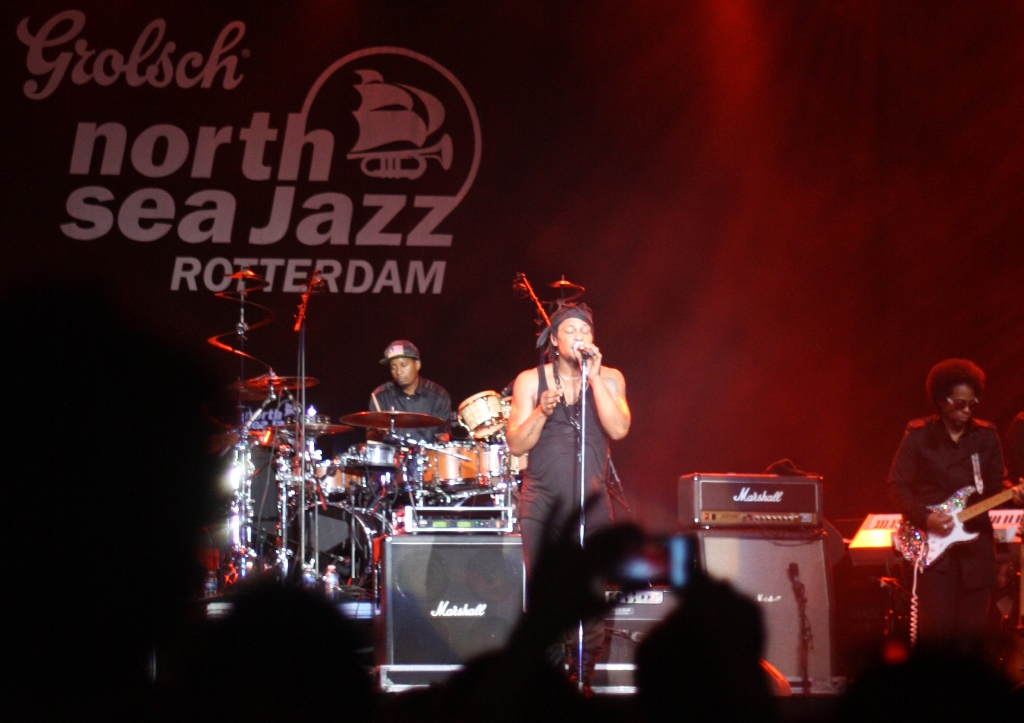
D'Angelo performs at the North Sea Jazz Festival in Rotterdam in 2012.

Il fondatore del festival di tre giorni è stato Paul Acket, un uomo d'affari e amante del jazz che fece fortuna negli anni '60 con la sua casa editrice rivista pop.  Quando Acket vendette la sua compagnia nel 1975, poté avviare e sponsorizzare il North Sea Jazz Festival. Acket voleva presentare il jazz americano e il jazz d'avanguardia europeo. Nel 1976 ebbe luogo la prima edizione del festival. Il successo fu immediato: sei palchi, trenta ore di musica e 300 rappresentazioni richiamarono oltre 9000 visitatori. Gli artisti includevano Count Basie, Miles Davis, Billy Eckstine,  Stan Getz, Dizzy Gillespie, James Taylor, Benny Goodman e Sarah Vaughan tra gli altri.
Gli Edison Jazz Awards e i Bird Awards vengono consegnati al North Sea Jazz Festival.
Nel 1990 furono introdotti due sotto-festival: il North Sea Jazz Heats, un festival gratuito eseguito nei pub di tutta l'Aia e il più esclusivo Midsummer Jazz Gala. Entrambi si svolgono la sera prima del festival. Tra i musicisti che si sono esibiti al Midsummer Jazz Gala figurano Tony Bennett, Herbie Hancock e Oscar Peterson. Amy Winehouse si è esibita al festival nel 2004 e Adele nel 2009. Luis Miguel si è esibito nell'edizione del 2013 tenutasi a Curaçao.
Il festival è cresciuto fino a 15 palchi, 1.200 musicisti e circa 25.000 visitatori al giorno. Presenta concerti di New Orleans jazz, swing, fusion, blues, gospel, funk, soul e drum and bass.
Il festival è riconosciuto come il "più grande festival jazz indoor del mondo" e ha la reputazione di presentare diverse aree del jazz di tutte le epoche.